# Maroilles (formaggio)
Il Maroilles o Marolles è un formaggio francese di latte vaccino, a pasta molle e a crosta lavata, prodotto in Avesnois nei dipartimenti dell'Aisne e del Nord.
Il riconoscimento della sua denominazione di origine risale al 1955, e nel giugno 1996, a livello europeo, la denominazione Maroilles è stata riconosciuta come denominazione di origine protetta (DOP), e suo disciplinare di produzione modificato nel 2008.

## Storia
È uno dei più antichi formaggi per i quali esiste una data di origine certa, essendo stato creato per la prima volta nel 962 da alcuni monaci dell'abbazia di Maroilles. La denominazione nasce nella regione naturale della Thiérache, intorno alla città di Maroilles dove il metodo di elaborazione di questo formaggio  è stato messo a punto verso il VII secolo dai monaci dell'abbazia omonima.

## Descrizione
Di forma squadrata è un formaggio di 13 cm di lato,  6 cm di spessore e pesa circa 720 g ma può essere prodotto in formati più piccoli: sorbais (540 g), mignon (360 g), quart (180 g).
La sua crosta lavata è di colore rosso/arancio. Con un tenore minimo di 45% di materia grassa, la sua pasta è cremosa e grassa, e di color panna. Ha un sapore intenso e piccante. Presenta numerose similitudini con il Taleggio italiano, con la differenza che questo è pressoché inodore, mentre il Maroilles ha un odore forte.

## Cucina
È l'ingrediente principale di diverse ricette regionali come la flamiche (sformato ai porri) e la goyère (torta salata al formaggio). Su un piatto di formaggi richiede un vino rosso, ben strutturato, caldo e generoso come il Barolo o il Cabernet-sauvignon oppure una delle classiche birre d'abbazia belghe.